# Carrboro
Carrboro es un pueblo fundado en 1911 perteneciente al condado de Orange en el estado de Carolina del Norte, Estados Unidos.
Con 16.782 habitantes según censo de 2000, el pueblo es conocido por sus ideales libertarias; de hecho, muchos consideran que Carrboro es el pueblo más libertario del sur: Fue el primer municipio de Carolina del Norte en elegir a un alcalde abiertamente homosexual Mike Nelson en 1995, y en garantizar los beneficios de la unión legal de parejas del mismo sexo (Ver domestic-partner). En octubre de 2002, Carrboro se encontraba entre los primeros municipios del Sur en adoptar resoluciones contrarias a la invasión de Irak de 2003 y la Patriot Act.
Carrboro se ubica cerca del pueblo de Chapel Hill donde está la Universidad de Carolina del Norte-Chapel Hill.

## Demografía
Desde 1990 hasta el censo de 2000, la población de Carrboro ha incrementado por 45%. Esta población está compuesta de 72,7% blancos, 13,5% negros, 5,2% asiáticos y 5,9% de otra raza. La población hispana cuenta como 12,3% de la población poblana, que es la población más grande de hispanos en el condado de Orange. Carrboro cuenta con 2062 hispanos, lo cual es un aumento de 936% desde 1990. Se nota que específicamente la población de hispanos de origen mexicano incrementó de 64 a 1530 desde 1990 a 2000, un incremento de 2.291%.

## Influencia hispana
Desde los años 1990, muchos hispanos se han trasladado a Carrboro y muchos trabajan en los sectores de construcción y servicios. Dado el gran porcentaje de poblanos latinos en el área, existen varios negocios dirigidos hacia ellos. En casi todos los sectores se ve una influencia hispana. 

## Servicios
Los letreros oficiales del gobierno municipal, desde los letreros de tráfico hasta anuncios de eventos del pueblo se encuentran en inglés y español. 
Los supermercados cuentan con frutas y verduras particulares de la cultura hispanoamericana, una sección de comida hispana grande y diversa, y muchas veces cuentan con una sección más grande de cervezas producidas por países latinoamericanos. Además, Carrboro dispone de tres tiendas latinas: Tienda Don José, El mercado latino y La Potosina. 
Carrboro también cuenta con auténtica comida latina, la mayoría mexicana. En algunas tiendas sirven tortas, tacos y gorditas; hay varios restaurantes regentados por hispanos como Torero’s y Fiesta Grill; recientemente se encuentran taquerías móviles. Sirven tacos al pastor y de lengua, sopas, y burritos.
El pueblo de Carrboro también ofrece varios programas, la mayoría sin costo, para aprender el inglés y el español. La Universidad de Carolina del Norte también ofrece algunos programas de enseñanza de español en Carrboro como MANO (Mujeres Avanzando hacia Nuevas Oportunidades), para las mujeres y BOLD (Building Opportunities through Language Development) para los hombres, entre otros. 

## Medios de comunicación
En 2004, el pueblo empezó una emisora de radio, WCOM 103.5 FM, que transmite programas en español. Sus programas bilingües incluyen: Radio bilingüe, Los ritmos del pueblo, La salud familiar, ¡Dímelo en inglés!/Say it in Spanish!, las noticias y Radio Pa’lante.
El periódico Qué Pasa sirve esta área y todo Carolina del Norte.

## Legislación polémica
La esquina de Jones Ferry y Davie Rd. es un lugar donde se congregan los que buscan trabajo por el día. Recientemente han propuesto una ley que prohíbe que la gente esté en esta esquina después de las 11:00 de la mañana. Esta ley propuesta trata de apaciguar a los vecinos que se quejan de la gente que se queda en la esquina por el día tomando, molestando a los transeúntes y dejando basura. Se supone que después de las 11:00, los que van a la esquina ya no van a buscar trabajo sino a “pasar el rato”. La ley propuesta ha empezado una controversia porque algunos sienten que es dirigida hacia los latinos porque ellos hacen la mayoría de los que utilizan el sitio y que es discriminatoria. El ACLU de Carolina del Norte dice que lo va a investigar, pero los oficiales dicen que la ley en sí no es discriminatoria y que depende de la manera de llevar a cabo la ley.

## Ciudades hermanas
- Celaya, Guanajuato, México
- Juventino Rosas, Guanajuato, México
- San Jorge, Nicaragua
- Saratov, Rusia